# Michel Étienne
Michel Étienne ou d'Estienne, né en Aragon et mort le 1er mai 1427, est un prélat français  du XIVe siècle et du XVe siècle. 

## Biographie
Michel d'Estienne est chanoine de l'église de Majorque, lorsque le pape Clément VII, auprès duquel il avait rempli à Gaète, les fonctions de camérier, le nomme à l'archevêché d'Embrun. Sacré par le souverain Pontife lui-même, dans la grotte merveilleuse de Gaète, au royaume de Naples.
Les terres, les revenus, les châteaux de l'archevêque deviennent proie de ses parents, espagnols cupides, sans que le faible pontife a jamais le courage de réprimer ces fatales déprédations.
Michel d'Estienne n'ayant pu se rendre, en 1414, au concile de Constance, s'y fait représenter par Jean de Poligny, abbé de Boscodon,et par le chanoine Jacques d'Albret, vicaire général. L'archevêque d'Embrun obtient en 1415, de l'empereur Sigismond, la confirmation des privilèges de son église, et en 1421, approuve la fondation d'un archidiaconat dans l'église de Grasse, par l'évêque Bernard de Paule.